# Ignacio Camacho
Ignacio Camacho Barnola (* 4. Mai 1990 in Saragossa) ist ein ehemaliger spanischer Fußballspieler. Der defensive Mittelfeldspieler und einmalige A-Nationalspieler absolvierte für Atlético Madrid und den FC Málaga über 200 Spiele in der Primera División. Mit Atlético gewann er 2010 die Europa League sowie den UEFA Super Cup. Von 2017 bis zu seinem frühzeitigen Karriereende 2020 war Camacho beim deutschen Bundesligisten VfL Wolfsburg aktiv.

## Karriere

### Verein
Camacho begann seine Karriere im Jahr 2001 bei dem Verein in seiner Heimatstadt Real Saragossa. 2005 wurden die Scouts von Atlético Madrid auf ihn aufmerksam und holten ihn in deren Jugendabteilung. Am 1. März 2008 debütierte er am 4:2-Sieg über den großen FC Barcelona in der Primera División. Erst zwei Monate zuvor hatte er seinen ersten Profivertrag unterschrieben. Am 3. Mai, einem Tag vor seinem 18. Geburtstag, erzielte beim 3:0-Sieg über Recreativo Huelva seine ersten beiden Tore für Atletico.
Nach guten Auftritten, verbrachte er die meiste Zeit der Saison 2008/09 auf Bank. Der damalige Trainer Javier Aguirre zog den Portugiesen Maniche und Neuzugang Éver Banega ihm vor. Im Februar 2009 verbesserte sich die Situation etwas, da der neue Trainer Abel Resino mit Maniche in einen Konflikt geriet und ihn deshalb aus dem Kader strich. Trotzdem, kam er auf lediglich acht Ligaeinsätze.
Die Saison 2009/10 gab Camacho keine Chance sich bei Atletico weiterzuentwickeln. Anfang der Saison war er ständig verletzt, nachdem er wieder fit war, dauerte es nicht lange, bis er sich die nächste Verletzung holte. Nur zwölf Ligaspiele waren die Folge. Allerdings war die Saison für sein Team sehr erfolgreich. Atletico gewann in der Verlängerung mit 2:1 gegen den FC Fulham die UEFA Europa League 2009/10 und erreichte das Endspiel beim Copa del Rey 2009/10, was man jedoch mit 0:2 an den FC Sevilla verloren geben musste.
In der Saisonvorbereitung wurde er beim UEFA Super Cup Finale 2010 gegen Inter Mailand in der 90. Minute für Simão eingewechselt. In der Saison 2010/11 kam er in der Hinrunde der Primera División gar nicht zum Einsatz und wurde daraufhin im Dezember 2010 an den FC Málaga verkauft, sowie sein Teamkollege Sergio Asenjo verliehen.
Zur Saison 2017/18 wechselte Camacho in die deutsche Bundesliga zum VfL Wolfsburg. Anfang Juli 2017 unterschrieb er bei den Wölfen einen Vertrag bis 2021. Dort debütierte er beim 1:0-Sieg gegen Eintracht Norderstedt in der ersten Hauptrunde des DFB-Pokals 2017/18 und erzielte mit dem Siegtreffer sogleich auch sein erstes Tor für Wolfsburg. In der Spielzeit 2019/20 kam er verletzungsbedingt zu keinem Pflichtspieleinsatz und beendete Mitte September 2020 im Alter von 30 Jahren seine aktive Karriere. Seitdem durchläuft er ein Trainee-Programm beim VfL.

### Nationalmannschaft
Camacho führte die U17-Auswahl bei der U17-Europameisterschaft 2007 in Belgien als Kapitän an und gewann mit ihr den Titel. Anschließend war er auch bei der U17-Weltmeisterschaft 2007 in Südkorea als Kapitän im Kader. Insgesamt absolvierte er für die Auswahl 25 Spiele und erzielte 2 Tore. Mit der U19 nahm er an der U19-Europameisterschaft 2008 in Tschechien teil, kam mit seinem Team jedoch nicht über die Gruppenphase hinaus. Für die Nationalmannschaft kam er zu 14 Einsätzen mit 4 Torerfolgen. Für die U20-Auswahl kam er 2009 zweimal zum Einsatz. Von 2008 bis 2013 gehörte Camacho dem Kader der U21-Nationalmannschaft an. Er spielte neunmal für die Auswahl und gewann mit ihr die U21-Europameisterschaft 2013 in Israel, bei der dreimal zum Einsatz kam.
Am 18. November 2014 absolvierte Camacho bei der 0:1-Niederlage gegen Deutschland ein Freundschaftsspiel für die spanische A-Nationalmannschaft.

## Titel und Erfolge
Atlético Madrid
- Europa-League-Sieger: 2010
- UEFA-Super-Cup-Sieger: 2010

Nationalmannschaft
- U17-Europameister: 2007
- U21-Europameister: 2013